# Абдуллаев, Зикрулла Абдуллаевич
Зикрулла Абдуллаевич Абдуллаев — советский хозяйственный, государственный и политический деятель.

## Биография
Родился в 1912 году в Ташкенте. Член КПСС. С июля 1941 года участник Великой Отечественной войны в командном составе действующей армии Брянского и Калининского фронтов. Служил в должности помощника начальника штаба полка. Был ранен.
С 26 ноября 1942 года помощник начальника штаба 3-го отдельного штрафного батальона Калининского, 1-го Прибалтийского фронтов. Отличился в боях за деревни Бурцево и Алексейково, действуя с 3-й и 5-й ротами своего батальона. 15 июля 1943 года представлен к награде командиром батальона. 29 июля 1943 года помощник начальника штаба 3-го отдельного штрафного батальона Калининского фронта капитан Абдуллаев был награждён орденом Красной Звезды.
В 1945 году помощник начальника оперативного отделения штаба 126-й Горловской дивизии 54-го стрелкового корпуса 43-й армии 3-го Белорусского и 2-го Белорусского фронтов. Далее начальник штаба кавалерийского полка. С августа 1945 года в оперативной командировке в Синьцзяне. Уволен со службы в декабре 1945 года.
С 1946 года — на хозяйственной, общественной и политической работе. В 1946—1970 годах — организатор текстильного производства в городе Ташкенте, ректор Ташкентского текстильного института, директор Ташкентского текстильного комбината. Избирался депутатом Верховного Совета Узбекской ССР 5-го, 6-го и 7-го созывов. Делегат XXIII съезда КПСС.
Умер в Ташкенте в 1982 году.

## Награды
- Орден Красной Звезды (1943)[1]
- Орден Отечественной войны II степени (16.05.1945)[2]
- Медаль «За победу над Германией в Великой Отечественной войне 1941—1945 гг.» (09.05.1947)[4]
- Медаль «За взятие Кёнигсберга» (09.06.1947)[5]